# Wikki Tourists FC
Wikki Tourists Football Club – nigeryjski klub piłkarski, grający w drugiej, a niegdyś w pierwszej lidze, mający siedzibę  w mieście Bauczi.

## Historia
Klub został założony w 1992 roku. W 1998 roku Sunshine Stars po raz pierwszy w historii awansował do Nigeria Premier League, czyli na najwyższy szczebel rozgrywkowy w kraju. W tym samym roku awansował do finału Pucharu Nigerii. W nim po serii rzutów karnych pokonał Plateau United (3:2, w meczu 0:0). 

## Stadion
Domowe mecze klub rozgrywa na stadionie o nazwie Abubakar Tafawa Balewa Stadium w Bauczi, który może pomieścić 25000 widzów.

## Sukcesy
- Puchar Nigerii:

zwycięstwo (1): 1998
- Nigeria National League:

mistrzostwo (1): 2011

## Występy w afrykańskich pucharach
| Sezon | Rozgrywki                 | Runda | Kraj   | Klub           | Dom | Wyjazd | Dwumecz |
| ----- | ------------------------- | ----- | ------ | -------------- | --- | ------ | ------- |
| 1999  | Puchar Zdobywców Pucharów | 1     | Czad   | Renaissance FC | 4–0 | 0–1    | 4–1     |
| 1999  | Puchar Zdobywców Pucharów | 2     | Maroko | FAR Rabat      | 0–1 | 0–2    | 0–3     |
| 2008  | Puchar Konfederacji       | 1/16  | Ghana  | Asante Kotoko  | 2–2 | 1–4    | 3–6     |

## Reprezentanci kraju grający w klubie
Stan na sierpień 2024.
| - Abubakar Adamu - Tony Alegbe - Abdullahi Alhassan - Abubakar Ibrahim Aliyu - Nnaemeka Anyanwu - Rabiu Baita - Yaro Bature - Uwa Elderson Echiéjilé - Ahmed Garba - Samuel Lucio Kalu | - Yusuf Mohammed - Abdullahi Musa - Stanley Nwabali - Nwankwo Obiora - Igho Otegheri - Zulkifilu Rabiu - Terna Suswam - Aminu Umar - Rachad Chitou - Kolimba Alladoum |